# 布勒伊勒塞克
布勒伊勒塞克（法語：Breuil-le-Sec，法語發音：[bʁœj lə sɛk]）是法国瓦兹省的一个市镇，属于克莱蒙区。

## 地理
布勒伊勒塞克（49°22'13"N, 2°27'8"E）面积8.89 平方千米，位于法国上法蘭西大區瓦兹省，该省份为法国北部内陆省份，北起索姆省，西接厄尔省和滨海塞纳省，南至塞纳-马恩省和瓦兹河谷省，东临埃纳省。
与布勒伊勒塞克接壤的市镇（或旧市镇、城区）包括：埃尔克里、巴耶瓦勒、布勒伊勒韦尔、克莱蒙、菲茨詹姆斯、努万泰勒、圣欧班苏塞尔克里。
布勒伊勒塞克的时区为UTC+01:00、UTC+02:00（夏令时）。

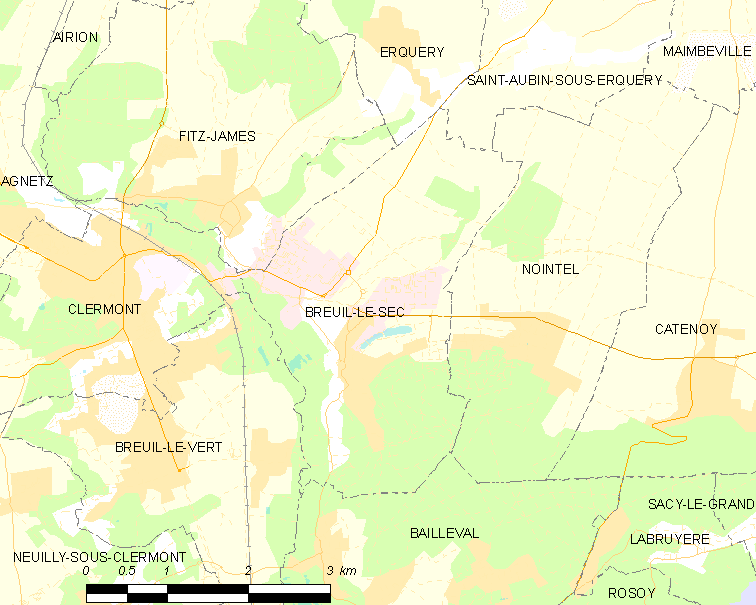
布勒伊勒塞克的OSM定位图

## 行政
布勒伊勒塞克的邮政编码为60840，INSEE市镇编码为60106。

## 政治
布勒伊勒塞克所属的省级选区为克莱蒙县。

## 人口

1962-2008年间布勒伊勒塞克人口变化图示

布勒伊勒塞克于2022年1月1日时的人口数量为2526人。